# Aotus dindensis
Aotus dindensis es una especie extinta de primate platirrino hallada en 1986 en el yacimiento fosilífero de la La Venta en el territorio de la actual Colombia, procedente de la Formación Honda del Mioceno hace entre 12 y 15 millones de años.
Se trata del primer fósil de primate del Nuevo Mundo clasificado dentro de un género viviente, basado en evidencia anatómica de la dentadura y huesos faciales. También apoya la idea de que el origen de algunos géneros actuales de platirrinos pudo acontecer desde hace 20 millones de años.